# Chimaltenango (departementshuvudort i Guatemala)
Chimaltenango är en departementshuvudort i Guatemala.   Den ligger i kommunen Municipio de Chimaltenango och departementet Departamento de Chimaltenango, i den sydvästra delen av landet, 30 km väster om huvudstaden Guatemala City. Chimaltenango ligger 1 803 meter över havet och antalet invånare är 82 370.
Terrängen runt Chimaltenango är huvudsakligen kuperad, men den allra närmaste omgivningen är platt. Runt Chimaltenango är det mycket tätbefolkat, med 1 361 invånare per kvadratkilometer. Närmaste större samhälle är San Juan Sacatepéquez, 19,9 km öster om Chimaltenango. I omgivningarna runt Chimaltenango växer huvudsakligen savannskog.